# Axel Weüdel
Axel Weüdel, född Pettersson i 1867 i Kalmar, död 1945 i Minneapolis, Minnesota, var en svensk socialdemokrat och fackföreningsman. Han var också aktiv i finlandssvensk arbetarrörelse och den så kallade aktiviströrelsen i Finland.

## Biografi
Axel Weüdel växte upp i stadsdelen Malmen i Kalmar. Han arbetade som gelbgjutare i Hägerbaums verkstad och mekaniker i Lindstedts Gelbgjuteri. Weüdel var en av stadens fackliga pionjärer. I början av 1890-talet ledde han en politisk läseklubb i Kalmar och senare var Weüdel aktiv i Malmö och Stockholm. År 1898 sände partiledaren Hjalmar Branting honom till Helsingfors för att agitera och organisera de svenskspråkiga arbetarna i Finland som då var en autonom del av Ryssland.
Weüdel var en av grundare av Helsingfors Svenska Arbetarförening år 1898 tillsammans med de finska socialisterna Gustaf Wistbacka, Reino Drockila, Anders Käcklund och Jean Boldt. Ett år senare grundades Finlands Svenska Arbetarförbund som numera är en sidoorganisation av Finlands Socialdemokratiska Parti. Weüdel var förbundets första ordförande. Han var också en redaktör i Finlands första svenska arbetarbladet Arbetaren.
Sedan 1901 var Weüdel med den finska aktiviströrelsen som kämpade mot russifieringen och samarbetade med ryska revolutionärer. Han organiserade smuggling av olagliga tryckningar från Sverige till Ryssland. Weüdel lanserade en rutt från Stockholm via Åland till Åbo och därifrån genom Södra Finland till Sankt Petersburg. Därför flyttade han till Mariehamn där Weüdel startade en liten metallverkstad för att dribbla de ryska myndigheterna. Han smugglade material av flera revolutionära grupper som bolsjeviker, Socialistrevolutionära partiet och den judiska gruppen Der Bund.
År 1902 måste Weüdel emellertid fly från Finland och smugglingen fortsattes av finska aktivister som Konni Zilliacus. Weüdel flyttade till Australien och Nya Zeeland år 1904 och därefter till USA dit han kom 1919. Weüdel arbetade på en bilfabrik i Minneapolis och avled år 1945.
Axel Weüdel har gett namn till Axel Weüdelskolan och en kort gata i Kalmar.